# Eurovision Song Contest 2018

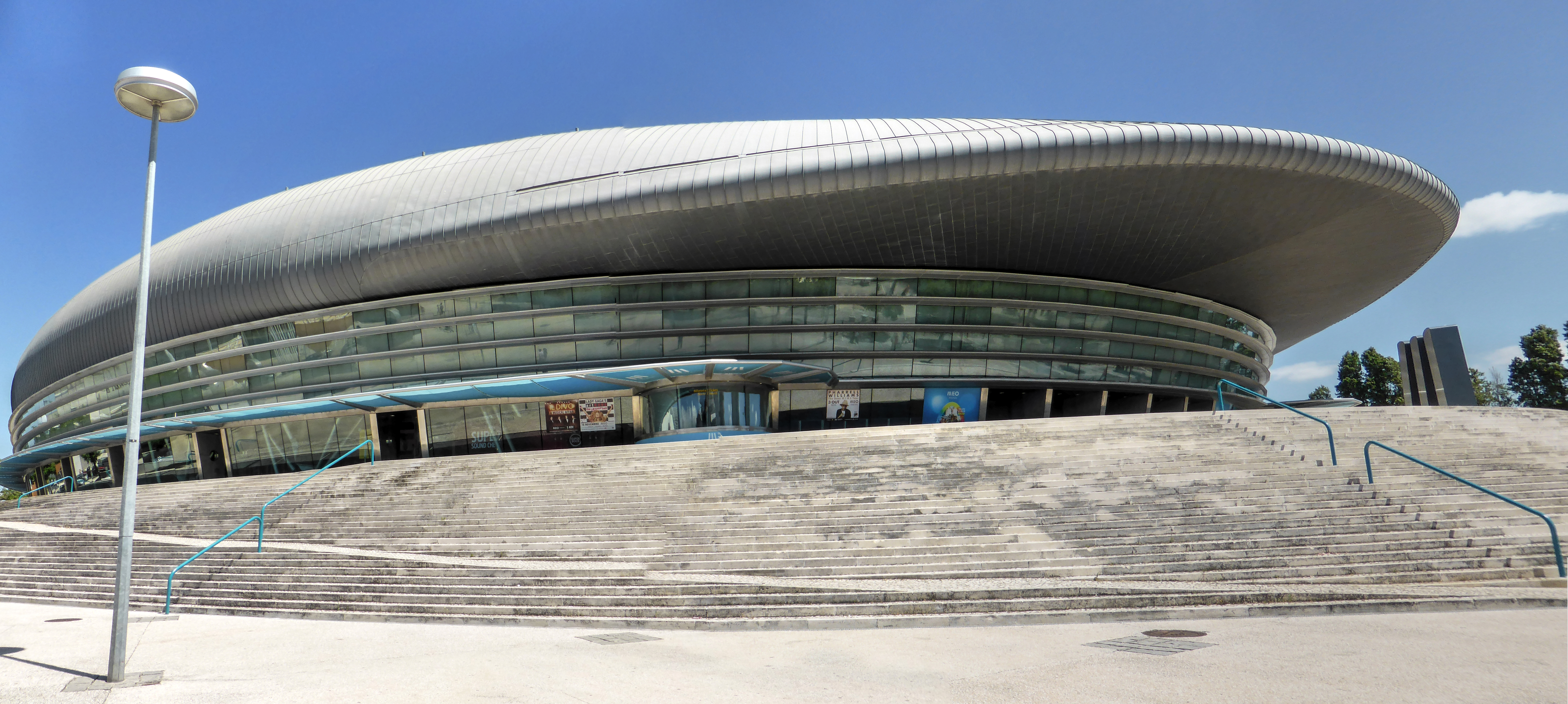
Värdarenan, Altice Arena i Lissabon.

Länder som deltog i finalen.
Länder som inte tog sig till final.
Länder som tävlat förut men inte deltog 2018.

Eurovision Song Contest 2018  var den 63:e upplagan av musiktävlingen Eurovision Song Contest som ägde rum i Lissabon i Portugal. Portugal var värdland eftersom Salvador Sobral som tävlade för Portugal vann föregående Eurovision Song Contest med låten Amar pelos dois. Detta var första gången som landet stod som värdnation för tävlingen. Vinnare blev Israel, med bidraget Toy, framfört av Netta Barzilai.
43 länder deltog i tävlingen. Tävlingen sändes den 8, 10 och 12 maj 2018. För första gången ledde fyra kvinnliga programledare programmet. Dessa var Catarina Furtado, Daniela Ruah, Filomena Cautela och Sílvia Alberto. Alla länder som deltog i Eurovision Song Contest 2017 deltog även i denna tävling och Ryssland återkom till tävlingen efter ett års frånvaro.
Norges bidrag detta år var det 1500:e bidraget i tävlingens historia.

## Budgivningsfas
Tävlingen ägde rum i Altice Arena i Lissabon. Semifinal 1 och 2 hölls den 8 respektive 10 maj och finalen ägde rum den 12 maj. Förutom Lissabon var även följande städer intresserade av att vara värdstad för tävlingen 2018: Braga, Espinho, Faro, Gondomar, Guimarães och Santa Maria da Feira. Dessa valdes dock bort av olika skäl som följer i tabellen nedan. 
| Stad                 | Arena                              | Kapacitet                   | Kommentarer |
| -------------------- | ---------------------------------- | --------------------------- | --- |
| Braga                | Parque de Exposições de Braga      | 15 000 (efter ombyggnation) | Parque de Exposições de Braga är en anläggning som används för mässor, utställningar, kongresser samt för kulturella, vetenskapliga, rekreationella och sportsliga evenemang. Anläggningen har 3 000 sittplatser, som genom en ombyggnation ska utökas till 15 000.                                                                                        |
| Gondomar             | Multiusos Gondomar Coração de Ouro | 8 000                       | Lokalen tillhandahåller arrangemang för handboll, basket, ishockey, volleyboll, gymnastik samt utställningar och konserter. Gondomar har varken tillräcklig hotellkapacitet eller kollektivtrafik för att kunna arrangera Eurovision. En installationen av ett presscenter skulle också innebära logistiska problem.                                       |
| Guimarães            | Multiusos de Guimarães             | 10 000                      | Multifunktionshusarena invigdes 2001, med en total kapacitet på 10 000 personer (3 000 sittplatser). Vald av RTP som värd för finalen i det nationella urvalet för Eurovision Song Contest 2018, Festival da Canção, den 4 mars 2018. |
| Lissabon             | Altice Arena                       | 20 000                      | Värd för Expo 98, 1999 Världsmästerskapet i U19-, 2000 ATP Finals, Inomhusvärldsmästerskapen 2001, Världsmästerskapet i handboll för herrar 2003, 2005 MTV Europe Music Awards, UEFA Futsal Cup Final fyra (2001 – 02, 2009 – 10 och 2014 – 15) och flera konserter genom åren. Det är också Portugals största inomhusarena.                               |
| Santa Maria da Feira | Europarque                         | 11 000                      | Det största kongresscentret i huvudstadsregionen Porto, som var värd för finalen av RTP Festival da Canção 2001, Europeiska rådet i juni 2000 och flera årliga konserter. Arenan ligger cirka 35 minuter från staden Porto. Staden har inte tillräcklig hotellkapacitet för alla besökare, utan skulle behövt gå samman med Porto och São João da Madeira. |

## Deltagande länder
| Land           | TV-bolag           | Artist                        | Bidrag                      | Språk               | Låtskrivare                                                                           | Ref.   |
| -------------- | ------------------ | ----------------------------- | --------------------------- | ------------------- | ------------------------------------------------------------------------------------- | ------ |
| Albanien       | RTSH               | Eugent Bushpepa               | Mall                        | Albanska            | Eugent Bushpepa                                                                       | [ 4 ]  |
| Armenien       | ARMTV              | Sevak Chanaghjan              | Qami                        | Armeniska           | Anna Danielyan, Sevak Chanaghjan, Victoria Maloyan                                    | [ 5 ]  |
| Australien     | SBS                | Jessica Mauboy                | We Got Love                 | Engelska            | Anthony Egizii, Jessica Mauboy, David Musumeci                                        | [ 6 ]  |
| Azerbajdzjan   | İTV                | Aisel                         | X My Heart                  | Engelska            | Sandra Bjurman, Dimitris Kontopoulos                                                  | [ 7 ]  |
| Belgien        | VRT                | Sennek                        | A Matter of Time            | Engelska            | Alex Callier, Laura Groeseneken, Maxime Tribeche                                      | [ 8 ]  |
| Bulgarien      | BNT                | Equinox                       | Bones                       | Engelska            | Brandon Treyshun Campbell, Dag Lundberg, Borislav Milanov, Joacim Persson             | [ 9 ]  |
| Cypern         | CyBC               | Eleni Foureira                | Fuego                       | Engelska            | Didrick, Alexander Papaconstantinou, Geraldo Sandell, Viktor Svensson, Anderz Wrethov | [ 10 ] |
| Danmark        | DR                 | Rasmussen                     | Higher Ground               | Engelska            | Niclas Arn, Karl Eurén                                                                | [ 11 ] |
| Estland        | ERR                | Elina Nechayeva               | La forza                    | Italienska          | Ksenia Kuchukova, Mihkel Mattisen, Elina Nechayeva, Timo Vendt                        | [ 12 ] |
| Finland        | YLE                | Saara Aalto                   | Monsters                    | Engelska            | Saara Aalto, Joy Deb, Linnea Deb, Ki Fitzgerald                                       | [ 13 ] |
| Frankrike      | France Télévisions | Madame Monsieur               | Mercy                       | Franska             | Jean-Karl Lucas, Émilie Satt                                                          | [ 14 ] |
| Georgien       | GPB                | Ethno-Jazz Band Iriao         | For You                     | Georgiska           | David Malazonia, Mikheil Mdinaradze, Irina Sanikidze                                  | [ 15 ] |
| Grekland       | ERT                | Yianna Terzi                  | Oniro mou                   | Grekiska            | Aris Kalimeris, Michalis Papathanasiou, Dimitris Stamatiou, Yianna Terzi              | [ 16 ] |
| Irland         | RTÈ                | Ryan O'Shaughnessy            | Together                    | Engelska            | Mark Caplice, Laura Elizabeth Hughes, Ryan O'Shaughnessy                              | [ 17 ] |
| Island         | RÚV                | Ari Ólafsson                  | Our Choice                  | Engelska            | Þórunn Clausen                                                                        | [ 18 ] |
| Israel         | KAN                | Netta                         | Toy                         | Engelska            | Stav Beger, Doron Medalie                                                             | [ 19 ] |
| Italien        | RAI                | Ermal Meta & Fabrizio Moro    | Non mi avete fatto niente   | Italienska          | Andrea Febo, Ermal Meta, Fabrizio Moro                                                | [ 20 ] |
| Kroatien       | HRT                | Franka                        | Crazy                       | Engelska            | Franka Batelić, Branimir Mihaljević                                                   | [ 21 ] |
| Lettland       | LTV                | Laura Rizzotto                | Funny Girl                  | Engelska            | Laura Rizzotto                                                                        | [ 22 ] |
| Litauen        | LRT                | Ieva Zasimauskaitė            | When We're Old              | Engelska, litauiska | Vytautas Bikus                                                                        | [ 23 ] |
| Makedonien     | MRT                | Eye Cue                       | Lost and Found              | Engelska            | Darko Dimitrov, Bojan Trajkovski                                                      | [ 24 ] |
| Malta          | PBS                | Christabelle                  | Taboo                       | Engelska            | Christabelle Borg, Thomas G:son, Matthew Mercieca, Johnny Sanchez                     | [ 25 ] |
| Moldavien      | TRM                | DoReDoS                       | My Lucky Day                | Engelska            | John Ballard, Filipp Kirkorov                                                         | [ 26 ] |
| Montenegro     | RTCG               | Vanja Radovanović             | Inje                        | Montenegrinska      | Vladimir Radovanović                                                                  | [ 27 ] |
| Nederländerna  | AVROTROS           | Waylon                        | Outlaw in 'Em               | Engelska            | Jim Beavers, Ilya Toshinskiy, Willem Bijkerk                                          | [ 28 ] |
| Norge          | NRK                | Alexander Rybak               | That's How You Write a Song | Engelska            | Alexander Rybak                                                                       | [ 29 ] |
| Polen          | TVP                | Gromee feat. Lukas Meijer     | Light Me Up                 | Engelska            | Andrzej Gromala, Lukas Meijer, Mahan Moin, Christian Rabb                             | [ 30 ] |
| Portugal       | RTP                | Cláudia Pascoal               | O jardim                    | Portugisiska        | Isaura Santos                                                                         | [ 31 ] |
| Rumänien       | TVR                | The Humans                    | Goodbye                     | Engelska            | Cristina Caramarcu, Alexandru Matei, Alin Neagoe                                      | [ 32 ] |
| Ryssland       | C1R                | Julia Samojlova               | I Won't Break               | Engelska            | Arie Burshtein, Leonid Gutkin, Netta Nimrodi                                          | [ 33 ] |
| San Marino     | SMRTV              | Jessika feat. Jenifer Brening | Who We Are                  | Engelska            | Jenifer Brening, Stefan Moessle, Mathias Strasser, Christof Straub, Zoë Straub        | [ 34 ] |
| Schweiz        | SRG SSR            | ZiBBZ                         | Stones                      | Engelska            | Laurell Barker, Herman Gardarfve, Corinne Gfeller, Stefan Gfeller                     | [ 35 ] |
| Serbien        | RTS                | Sanja Ilić & Balkanika        | Nova deca                   | Serbiska            | Aleksandar Sanja Ilić, Tatjana Karajanov Ilić, Danica Krstajić                        | [ 36 ] |
| Slovenien      | RTVSLO             | Lea Sirk                      | Hvala, ne!                  | Slovenska           | Tomy DeClerque, Lea Sirk                                                              | [ 37 ] |
| Spanien        | RTVE               | Amaia & Alfred                | Tu canción                  | Spanska             | Raúl Gómez García, Sylvia Ruth Santoro López                                          | [ 38 ] |
| Storbritannien | BBC                | SuRie                         | Storm                       | Engelska            | Nicole Blair, Sean Hargreaves, Gil Lewis                                              | [ 39 ] |
| Sverige        | SVT                | Benjamin Ingrosso             | Dance You Off               | Engelska            | Benjamin Ingrosso, MAG, K Nita, Louis Schoorl                                         | [ 40 ] |
| Tjeckien       | ČT                 | Mikolas Josef                 | Lie to Me                   | Engelska            | Mikolas Josef                                                                         | [ 41 ] |
| Tyskland       | NDR                | Michael Schulte               | You Let Me Walk Alone       | Engelska            | Nisse Ingwersen, Katharina Müller, Michael Schulte, Thomas Stengaard                  | [ 42 ] |
| Ukraina        | Suspilne           | Mélovin                       | Under the Ladder            | Engelska            | Kostyantyn Bocharov, Mike Ryals                                                       | [ 43 ] |
| Ungern         | MTVA               | AWS                           | Viszlát nyár                | Ungerska            | Bence Brucker, Dániel Kökényes, Soma Schiszler, Örs Siklósi, Áron Veress              | [ 44 ] |
| Vitryssland    | BTRC               | Alekseev                      | Forever                     | Engelska            | Jevgeny Matyushenko, Kirill Pavlov                                                    | [ 45 ] |
| Österrike      | ORF                | Cesár Sampson                 | Nobody but You              | Engelska            | Johan Alkenäs, Sebastian Arman, Borislav Milanov, Joacim Persson, Cesár Sampson       | [ 46 ] |

## Större händelser kring Eurovisionen

### Ryssland återkommer
Efter att Julia Samojlova nekades av Ukraina att få representera Ryssland i Eurovision Song Contest 2017 (ESC 2017) så uppgavs det att hon i stället skulle få representera Ryssland i Eurovision Song Contest 2018 i Portugal. Om TV-bolaget Channel One Russia kommer att hålla löftet eller ej återstår att se. 2018 får de nämligen ytterligare en chans att utse Rysslands ESC-bidrag (C1 har bekräftat att Ryssland deltar 2018) medan det andra TV-bolaget, RTR, får vänta på sin tur ytterligare ett år.. Den 29 januari bekräftade Channel One att Ryssland kommer att representeras av Julia Samojlova

### Önskan om debut för Kazakstan
Khabar Agency, Kazakstans statliga TV-bolag, blev en associerad medlem av EBU den 1 januari 2016, vilket öppnade möjligheten till framtida deltagande för Kazakstan. Vidare sa vinnaren av Türkvizyon Song Contest 2014, Zhanar Dugalova, att hon skulle vara intresserad av att representera Kazakstan i tävlingen. Den 25 september meddelade Khabar Agency att Esctoday sade: "Vi har ingen information om Kazakstans deltagande i Eurovision 2018 ännu", och upprätthåller möjligheten att landet bjuds in av EBU, eftersom det är helt enligt EBU:s eget utrymme att utöka en inbjudan som i fallet med Australien. EBU valde dock inte att bjuda in Kazakstan. Den 22 december 2017 hävdades att kanal 31 hade slutfört förhandlingar med EBU, vilket gjorde det möjligt för Kazakstan att debutera år 2019, men den 23 december 2017 meddelade Esctoday att "Kanal 31 från Kazakstan har verkligen uttryckt intresse för att bli medlem i EBU och därmed delta i Eurovision Song Contest. Eftersom Kanal 31 är utanför det europeiska sändningsområdet och inte heller är medlem i Europarådet är det inte berättigat att bli en aktiv medlem av EBU ".

### Kosovo visar intresse
Kosovoalbansk media hade rapporterat att Radio Televizioni i Kosovës (RTK) var hoppfulla att de skulle kunna debutera i Eurovision Song Contest 2018. I en artikel publicerad av RTK uppgav TV-direktören på det kosovska public serviceföretaget att han fått stöd av nationella programföretag på Balkan att delta i tävlingen. Dock är Bosnien-Hercegovina och Serbien emot ett kosovskt deltagande. Däremot skickade EBU ett brev till RTK och sade att Kosovo inte kan delta för att de inte är medlemmar i FN och för att de inte heller är ett fullständigt erkänt land. Idag erkänner 113 av 193 FN:s länder Kosovos självständighet, samt 30 av de deltagande 43 länderna i Eurovision Song Contest 2018 (ESC 2018).

### Problem med Makedoniens deltagande
När TV-bolaget MRT släppte sitt årsprogramsförslag för 2018 fanns ESC-deltagandet med i planerna, även om de väntade på ett slutligt godkännande. Senare meddelades det att det var osannolikt att Makedonien skulle få delta i ESC 2018 då TV-bolaget straffats med sanktioner från EBU efter en långvarig obetald skuld. Detta innebar, enligt EBU, att de blev av med många sändningstillstånd och därmed varken fick sända eller delta i ESC 2018 som läget var då. Landet fanns inte heller med på startlistan när de klara ESC 2018-länderna presenterades den 7 november. 10 dagar senare meddelade dock EBU att Makedonien kommer att delta i ESC 2018.

### Vitrysslands bidrag ryktas ha läckt ut
Den 10 januari 2018 hade det framkommit på den ryska nätverkstidningen VK att den ukrainska sångaren Alekseev hade genomfört en ryskspråkig version av sin låt "Forever" i maj 2017 i Stavropol, Ryssland. Emellertid rapporterades den 23 februari 2018 att EBU hade gett Alekseev tillåtelse att utföra sin ursprungliga engelskspråkiga version av låten i tävlingen. Några veckor efter det meddelandet presenterade Alekseev den 28 mars 2018 en ny officiell version av sin låt med en lättare intro. Han bekräftade också att denna version kommer att bli den som ska framföras i Lissabon.

### Incident under Storbritanniens nummer
Mitt under Storbritanniens uppträdande i finalen sprang en man ut på scenen och tog tag i mikrofonen. Han brottades strax efter det ned av säkerhetsvakter. Personen som sprang upp på scenen var Dr. A.C., en "självutnämnd filosof" som skrivit flera e-böcker som är kritiska mot brittiska medier.

### Icke deltagande länder
- Andorra - Generaldirektören för Ràdio jag Televisió d'Andorra (RTVA) meddelade den 14 maj 2017 att Andorra inte skulle delta i tävlingen, på grund av ekonomiska svårigheter och omstrukturering av företaget.[53]
- Bosnien och Hercegovina - Den 18 september 2017 bekräftade Bosnien Hercegovina att man inte skulle återvända till tävlingen på grund av ekonomiska skäl.[54]
- Luxemburg - Steve Schmit, programchefen för det luxemburgska TV-bolaget RTL förklarade skälen till att inte delta i Eurovision Song Contest 2018. Han understryker också att Luxemburgs chans för framgång i tävlingen är begränsad, "Jag tror att (med) utvidgningen av Eurovision är dagarna (segern) borta. Med det nya omröstningssystemet är det mycket osannolikt att Luxemburg lyckas.[55]
- Monaco - Den 31 augusti 2017 meddelade Monaco att man inte tänker återkomma till tävlingen.[56]
- Slovakien - Den 11 september 2017 meddelande det statligt ägda TV bolaget Rozhlas a televízia Slovenska (RTVS) att Slovakien inte tänker återvända till tävlingen.[57]
- Turkiet - Den 12 juli 2017 meddelade Sertab Erener, som vann tävlingen 2003, på sin Instagram att Turkiet skulle återvända och önskade deras nästa representant lycka till. maNga, Turkiets representanten 2010 och Hadise, den turkiska representanten 2009, uttryckte också intresse för att Turkiet skulle återvände till tävlingen. Trots detta gav vice premiärminister i Turkiet Bekir Bozdağ den 7 augusti 2017 ett uttalande som sade att det inte fanns några planer för ett återvändande till ESC. Samma dag bekräftade TRT att de avstår från deltagande i årets tävling.[58]

### Återkommande artister
| Land          | Artist          | Tidigare år | Placering vid tidigare tillfälle | Placering 2018 |
| ------------- | --------------- | ----------- | -------------------------------- | -------------- |
| Norge         | Alexander Rybak | 2009        | 1:a                              | 15:e           |
| Nederländerna | Waylon          | 20141       | 2:a                              | 18:e           |
| Ryssland      | Julia Samojlova | 20172       | Tävlade aldrig                   | 15:e (semi)    |

1Tävlade som del av The Common Linnets.
2Julia Samojlova skulle tävlat för Ryssland i Eurovision Song Contest 2017 med låten "Flame is Burning", men tävlade aldrig då landet drog sig ur tävlingen efter att Samojlova nekats inträde i Ukraina.

## Semifinalerna

### Semifinallottningen

Länder som tävlar i Semifinal 1
Länder som tävlar i Semifinal 2
Länder som tävlar i finalen och även får rösta i Semifinal 1
Länder som tävlar i finalen och även får rösta i Semifinal 2

Alla länder som ville vara med och tävla det här året, utom "The Big Five" vilka är Frankrike, Italien, Spanien, Storbritannien och Tyskland samt värdlandet Portugal, kvalade sig genom en av två semifinaler. Dessa semifinaler hölls den 8 maj respektive 10 maj 2018.
Resultatet av respektive semifinal avgjordes genom en kombination av jury- och tittarröster, som adderas samman istället för att kombineras.
Totalt tävlade 37 länder i semifinalerna och dessa delades upp så att 18 respektive 19 länder tävlar i varje semifinal.
Uppdelningen av vilka länder som skulle tävla i respektive semifinal skedde vid en så kallad semifinallottning, som ägde rum den 29 januari 2018. Inför denna lottning gjorde man en uppdelning av länderna i olika grupper. Dessa grupper baserades på röstningsmönster i tävlingen. Under lottningen splittrades varje grupp upp i två: en för varje semifinal. Anledningen till att denna uppdelning görs är att minska möjligheten till grannlands- och diasporaröstning. Varje land fick även lottat ifall man ska tävla i semifinalens första eller andra starthalva. Först efter alla länder har valt ut artist och bidrag sattes startordningen av tävlingsproducenterna. De var då tvungna att utgå ifrån den lottade halvindelningen, men fick i övrigt sätta länderna i vilken ordning de vill.
Nedan presenteras länderna i respektive grupp:
| Grupp 1                                                                         | Grupp 2                                                 | Grupp 3                                                                 | Grupp 4                                                         | Grupp 5                                                           | Grupp 6                                                          |
| ------------------------------------------------------------------------------- | ------------------------------------------------------- | ----------------------------------------------------------------------- | --------------------------------------------------------------- | ----------------------------------------------------------------- | ---------------------------------------------------------------- |
| - Albanien - Kroatien - Makedonien - Montenegro - Schweiz - Serbien - Slovenien | - Danmark - Finland - Irland - Island - Norge - Sverige | - Armenien - Azerbajdzjan - Georgien - Ryssland - Ukraina - Vitryssland | - Bulgarien - Cypern - Grekland - Moldavien - Rumänien - Ungern | - Australien - Israel - Malta - San Marino - Tjeckien - Österrike | - Belgien - Estland - Lettland - Litauen - Nederländerna - Polen |

### Semifinal 1
| Fördelning mellan jury- och teleröstningsresultat Semifinal 1 | Fördelning mellan jury- och teleröstningsresultat Semifinal 1 | Fördelning mellan jury- och teleröstningsresultat Semifinal 1 | Fördelning mellan jury- och teleröstningsresultat Semifinal 1 | Fördelning mellan jury- och teleröstningsresultat Semifinal 1 |
| Plac.                                                         | Teleröstning                                                  | Poäng                                                         | Jury                                                          | Poäng                                                         |
| ------------------------------------------------------------- | ------------------------------------------------------------- | ------------------------------------------------------------- | ------------------------------------------------------------- | ------------------------------------------------------------- |
| 1                                                             | Cypern                                                        | 173                                                           | Israel                                                        | 167                                                           |
| 2                                                             | Tjeckien                                                      | 134                                                           | Österrike                                                     | 115                                                           |
| 3                                                             | Estland                                                       | 120                                                           | Albanien                                                      | 114                                                           |
| 4                                                             | Israel                                                        | 116                                                           | Bulgarien                                                     | 107                                                           |
| 5                                                             | Österrike                                                     | 116                                                           | Tjeckien                                                      | 98                                                            |
| 6                                                             | Irland                                                        | 108                                                           | Cypern                                                        | 89                                                            |
| 7                                                             | Finland                                                       | 73                                                            | Estland                                                       | 81                                                            |
| 8                                                             | Bulgarien                                                     | 70                                                            | Irland                                                        | 71                                                            |
| 9                                                             | Litauen                                                       | 62                                                            | Belgien                                                       | 71                                                            |
| 10                                                            | Grekland                                                      | 53                                                            | Schweiz                                                       | 59                                                            |
| 11                                                            | Albanien                                                      | 48                                                            | Litauen                                                       | 57                                                            |
| 12                                                            | Azerbajdzjan                                                  | 47                                                            | Azerbajdzjan                                                  | 47                                                            |
| 13                                                            | Vitryssland                                                   | 45                                                            | Kroatien                                                      | 46                                                            |
| 14                                                            | Armenien                                                      | 41                                                            | Armenien                                                      | 38                                                            |
| 15                                                            | Schweiz                                                       | 27                                                            | Finland                                                       | 35                                                            |
| 16                                                            | Belgien                                                       | 20                                                            | Grekland                                                      | 28                                                            |
| 17                                                            | Kroatien                                                      | 17                                                            | Vitryssland                                                   | 20                                                            |
| 18                                                            | Makedonien                                                    | 6                                                             | Makedonien                                                    | 18                                                            |
| 19                                                            | Island                                                        | 0                                                             | Island                                                        | 15                                                            |

- Den första semifinalen sändes den 8 maj där 19 länder tävlade.
- Spanien, Storbritannien och värdlandet Portugal var tvungna att sända och rösta i denna semifinal.[59]
- De tio länder som fick högst totalpoäng gick vidare till finalen. Poängen var en addition av 50% tittarröster och 50% juryröster i varje tävlande land (samt från de tre extraröstande länderna).
- De nio länder som hamnade utanför tiotoppen gick inte vidare till finalen.

Här redovisas de länder som tävlade i denna semifinal efter startordning. Beige bakgrundsfärg markerar de bidrag som gick vidare till finalen.
| Nr | Land         | Artist             | Sång             | Språk               | Placering | Poäng |
| -- | ------------ | ------------------ | ---------------- | ------------------- | --------- | ----- |
| 1  | Azerbajdzjan | Aisel              | X My Heart       | Engelska            | 11        | 94    |
| 2  | Island       | Ari Ólafsson       | Our Choice       | Engelska            | 19        | 15    |
| 3  | Albanien     | Eugent Bushpepa    | Mall             | Albanska            | 8         | 162   |
| 4  | Belgien      | Sennek             | A Matter of Time | Engelska            | 12        | 91    |
| 5  | Tjeckien     | Mikolas Josef      | Lie to Me        | Engelska            | 3         | 232   |
| 6  | Litauen      | Ieva Zasimauskaitė | When We're Old   | Engelska, litauiska | 9         | 119   |
| 7  | Israel       | Netta              | Toy              | Engelska            | 1         | 283   |
| 8  | Vitryssland  | Alekseev           | Forever          | Engelska            | 16        | 65    |
| 9  | Estland      | Elina Nechayeva    | La forza         | Italienska          | 5         | 201   |
| 10 | Bulgarien    | Equinox            | Bones            | Engelska            | 7         | 177   |
| 11 | Makedonien   | Eye Cue            | Lost and Found   | Engelska            | 18        | 24    |
| 12 | Kroatien     | Franka             | Crazy            | Engelska            | 17        | 63    |
| 13 | Österrike    | Cesár Sampson      | Nobody but You   | Engelska            | 4         | 231   |
| 14 | Grekland     | Yianna Terzi       | Oniro mou        | Grekiska            | 14        | 81    |
| 15 | Finland      | Saara Aalto        | Monsters         | Engelska            | 10        | 108   |
| 16 | Armenien     | Sevak Chanaghjan   | Qami             | Armeniska           | 15        | 79    |
| 17 | Schweiz      | ZiBBZ              | Stones           | Engelska            | 13        | 86    |
| 18 | Irland       | Ryan O'Shaughnessy | Together         | Engelska            | 6         | 179   |
| 19 | Cypern       | Eleni Foureira     | Fuego            | Engelska            | 2         | 262   |

Det tio länder som kvalificerade sig till finalen avslöjades i följande ordning:
- Österrike
- Estland
- Cypern
- Litauen
- Israel
- Tjeckien
- Bulgarien
- Albanien
- Finland
- Irland

### Semifinal 2
| Fördelning mellan jury- och teleröstningsresultat Semifinal 2 | Fördelning mellan jury- och teleröstningsresultat Semifinal 2 | Fördelning mellan jury- och teleröstningsresultat Semifinal 2 | Fördelning mellan jury- och teleröstningsresultat Semifinal 2 | Fördelning mellan jury- och teleröstningsresultat Semifinal 2 |
| Plac.                                                         | Teleröstning                                                  | Poäng                                                         | Jury                                                          | Poäng                                                         |
| ------------------------------------------------------------- | ------------------------------------------------------------- | ------------------------------------------------------------- | ------------------------------------------------------------- | ------------------------------------------------------------- |
| 1                                                             | Danmark                                                       | 164                                                           | Sverige                                                       | 171                                                           |
| 2                                                             | Moldavien                                                     | 153                                                           | Norge                                                         | 133                                                           |
| 3                                                             | Norge                                                         | 133                                                           | Australien                                                    | 130                                                           |
| 4                                                             | Ukraina                                                       | 114                                                           | Nederländerna                                                 | 127                                                           |
| 5                                                             | Ungern                                                        | 88                                                            | Malta                                                         | 93                                                            |
| 6                                                             | Sverige                                                       | 83                                                            | Lettland                                                      | 92                                                            |
| 7                                                             | Australien                                                    | 82                                                            | Moldavien                                                     | 82                                                            |
| 8                                                             | Serbien                                                       | 72                                                            | Slovenien                                                     | 67                                                            |
| 9                                                             | Slovenien                                                     | 65                                                            | Rumänien                                                      | 67                                                            |
| 10                                                            | Polen                                                         | 60                                                            | Ukraina                                                       | 65                                                            |
| 11                                                            | Ryssland                                                      | 51                                                            | Serbien                                                       | 45                                                            |
| 12                                                            | Nederländerna                                                 | 47                                                            | Danmark                                                       | 40                                                            |
| 13                                                            | Rumänien                                                      | 40                                                            | Ungern                                                        | 23                                                            |
| 14                                                            | Montenegro                                                    | 17                                                            | Montenegro                                                    | 23                                                            |
| 15                                                            | Lettland                                                      | 14                                                            | Polen                                                         | 21                                                            |
| 16                                                            | San Marino                                                    | 14                                                            | San Marino                                                    | 14                                                            |
| 17                                                            | Georgien                                                      | 13                                                            | Ryssland                                                      | 14                                                            |
| 18                                                            | Malta                                                         | 8                                                             | Georgien                                                      | 11                                                            |

- Den andra semifinalen sändes den 10 maj där 18 länder tävlade.
- Frankrike, Italien och Tyskland var tvungna att sända och rösta i denna semifinal.[59]
- De tio länder som fick högst totalpoäng gick vidare till finalen. Poängen var en addition av 50% tittarröster och 50% juryröster i varje tävlande land (samt från de tre extraröstande länderna).
- De åtta länder som hamnade utanför tiotoppen gick inte vidare till finalen.

Här redovisas de länder som tävlade i denna semifinal efter startordning. Beige bakgrundsfärg markerar de bidrag som gick vidare till finalen.
| Nr | Land          | Artist                        | Sång                        | Språk          | Placering | Poäng |
| -- | ------------- | ----------------------------- | --------------------------- | -------------- | --------- | ----- |
| 1  | Norge         | Alexander Rybak               | That's How You Write a Song | Engelska       | 1         | 266   |
| 2  | Rumänien      | The Humans                    | Goodbye                     | Engelska       | 11        | 107   |
| 3  | Serbien       | Sanja Ilić & Balkanika        | Nova deca                   | Serbiska       | 9         | 117   |
| 4  | San Marino    | Jessika feat. Jenifer Brening | Who We Are                  | Engelska       | 17        | 28    |
| 5  | Danmark       | Rasmussen                     | Higher Ground               | Engelska       | 5         | 204   |
| 6  | Ryssland      | Julia Samojlova               | I Won't Break               | Engelska       | 15        | 65    |
| 7  | Moldavien     | DoReDoS                       | My Lucky Day                | Engelska       | 3         | 235   |
| 8  | Nederländerna | Waylon                        | Outlaw in 'Em               | Engelska       | 7         | 174   |
| 9  | Australien    | Jessica Mauboy                | We Got Love                 | Engelska       | 4         | 212   |
| 10 | Georgien      | Ethno-Jazz Band Iriao         | For You                     | Georgiska      | 18        | 24    |
| 11 | Polen         | Gromee feat. Lukas Meijer     | Light Me Up                 | Engelska       | 14        | 81    |
| 12 | Malta         | Christabelle                  | Taboo                       | Engelska       | 13        | 101   |
| 13 | Ungern        | AWS                           | Viszlát nyár                | Ungerska       | 10        | 111   |
| 14 | Lettland      | Laura Rizzotto                | Funny Girl                  | Engelska       | 12        | 106   |
| 15 | Sverige       | Benjamin Ingrosso             | Dance You Off               | Engelska       | 2         | 254   |
| 16 | Montenegro    | Vanja Radovanović             | Inje                        | Montenegrinska | 16        | 40    |
| 17 | Slovenien     | Lea Sirk                      | Hvala, ne!                  | Slovenska      | 8         | 132   |
| 18 | Ukraina       | Mélovin                       | Under the Ladder            | Engelska       | 6         | 179   |

Det tio länder som kvalificerade sig till finalen avslöjades i följande ordning:
- Serbien
- Moldavien
- Ungern
- Ukraina
- Sverige
- Australien
- Norge
- Danmark
- Slovenien
- Nederländerna

## Finalen
| Fördelning mellan jury- och teleröstningsresultat Final | Fördelning mellan jury- och teleröstningsresultat Final | Fördelning mellan jury- och teleröstningsresultat Final | Fördelning mellan jury- och teleröstningsresultat Final | Fördelning mellan jury- och teleröstningsresultat Final |
| Plac.                                                   | Teleröstning                                            | Poäng                                                   | Jury                                                    | Poäng                                                   |
| ------------------------------------------------------- | ------------------------------------------------------- | ------------------------------------------------------- | ------------------------------------------------------- | ------------------------------------------------------- |
| 1                                                       | Israel                                                  | 317                                                     | Österrike                                               | 271                                                     |
| 2                                                       | Cypern                                                  | 253                                                     | Sverige                                                 | 253                                                     |
| 3                                                       | Italien                                                 | 249                                                     | Israel                                                  | 212                                                     |
| 4                                                       | Tjeckien                                                | 215                                                     | Tyskland                                                | 204                                                     |
| 5                                                       | Danmark                                                 | 188                                                     | Cypern                                                  | 183                                                     |
| 6                                                       | Tyskland                                                | 136                                                     | Estland                                                 | 143                                                     |
| 7                                                       | Ukraina                                                 | 119                                                     | Albanien                                                | 126                                                     |
| 8                                                       | Moldavien                                               | 115                                                     | Frankrike                                               | 114                                                     |
| 9                                                       | Estland                                                 | 102                                                     | Bulgarien                                               | 100                                                     |
| 10                                                      | Litauen                                                 | 91                                                      | Moldavien                                               | 94                                                      |
| 11                                                      | Norge                                                   | 84                                                      | Litauen                                                 | 90                                                      |
| 12                                                      | Serbien                                                 | 75                                                      | Australien                                              | 90                                                      |
| 13                                                      | Österrike                                               | 71                                                      | Nederländerna                                           | 89                                                      |
| 14                                                      | Bulgarien                                               | 66                                                      | Irland                                                  | 74                                                      |
| 15                                                      | Ungern                                                  | 65                                                      | Tjeckien                                                | 66                                                      |
| 16                                                      | Irland                                                  | 62                                                      | Norge                                                   | 60                                                      |
| 17                                                      | Frankrike                                               | 59                                                      | Italien                                                 | 59                                                      |
| 18                                                      | Albanien                                                | 58                                                      | Spanien                                                 | 43                                                      |
| 19                                                      | Nederländerna                                           | 32                                                      | Slovenien                                               | 41                                                      |
| 20                                                      | Storbritannien                                          | 25                                                      | Danmark                                                 | 38                                                      |
| 21                                                      | Finland                                                 | 23                                                      | Serbien                                                 | 38                                                      |
| 22                                                      | Slovenien                                               | 23                                                      | Ungern                                                  | 28                                                      |
| 23                                                      | Sverige                                                 | 21                                                      | Storbritannien                                          | 23                                                      |
| 24                                                      | Spanien                                                 | 18                                                      | Finland                                                 | 23                                                      |
| 25                                                      | Portugal                                                | 18                                                      | Portugal                                                | 21                                                      |
| 26                                                      | Australien                                              | 9                                                       | Ukraina                                                 | 11                                                      |

Finalen ägde rum den 12 maj 2018. De 26 finalisterna var:
- The Big Five, vilka är Frankrike, Italien, Spanien, Storbritannien och Tyskland.
- Värdlandet Portugal.
- De tio länder som i den första semifinalen fått högst totalpoäng (efter adderingen av jury- och tittarpoängen).
- De tio länder som i den andra semifinalen fått högst totalpoäng (efter adderingen av jury- och tittarpoängen).

| Nr | Land           | Artist                     | Sång                        | Språk               | Placering | Poäng |
| -- | -------------- | -------------------------- | --------------------------- | ------------------- | --------- | ----- |
| 1  | Ukraina        | Mélovin                    | Under the Ladder            | Engelska            | 17        | 130   |
| 2  | Spanien        | Amaia & Alfred             | Tu canción                  | Spanska             | 23        | 61    |
| 3  | Slovenien      | Lea Sirk                   | Hvala, ne!                  | Slovenska           | 22        | 64    |
| 4  | Litauen        | Ieva Zasimauskaitė         | When We're Old              | Engelska, litauiska | 12        | 181   |
| 5  | Österrike      | Cesár Sampson              | Nobody but You              | Engelska            | 3         | 342   |
| 6  | Estland        | Elina Nechayeva            | La forza                    | Italienska          | 8         | 245   |
| 7  | Norge          | Alexander Rybak            | That's How You Write a Song | Engelska            | 15        | 144   |
| 8  | Portugal       | Cláudia Pascoal            | O jardim                    | Portugisiska        | 26        | 39    |
| 9  | Storbritannien | SuRie                      | Storm                       | Engelska            | 24        | 48    |
| 10 | Serbien        | Sanja Ilić & Balkanika     | Nova deca                   | Serbiska            | 19        | 113   |
| 11 | Tyskland       | Michael Schulte            | You Let Me Walk Alone       | Engelska            | 4         | 340   |
| 12 | Albanien       | Eugent Bushpepa            | Mall                        | Albanska            | 11        | 184   |
| 13 | Frankrike      | Madame Monsieur            | Mercy                       | Franska             | 13        | 173   |
| 14 | Tjeckien       | Mikolas Josef              | Lie to Me                   | Engelska            | 6         | 281   |
| 15 | Danmark        | Rasmussen                  | Higher Ground               | Engelska            | 9         | 226   |
| 16 | Australien     | Jessica Mauboy             | We Got Love                 | Engelska            | 20        | 99    |
| 17 | Finland        | Saara Aalto                | Monsters                    | Engelska            | 25        | 46    |
| 18 | Bulgarien      | Equinox                    | Bones                       | Engelska            | 14        | 166   |
| 19 | Moldavien      | DoReDoS                    | My Lucky Day                | Engelska            | 10        | 209   |
| 20 | Sverige        | Benjamin Ingrosso          | Dance You Off               | Engelska            | 7         | 274   |
| 21 | Ungern         | AWS                        | Viszlát nyár                | Ungerska            | 21        | 93    |
| 22 | Israel         | Netta                      | Toy                         | Engelska            | 1         | 529   |
| 23 | Nederländerna  | Waylon                     | Outlaw in 'Em               | Engelska            | 18        | 121   |
| 24 | Irland         | Ryan O'Shaughnessy         | Together                    | Engelska            | 16        | 136   |
| 25 | Cypern         | Eleni Foureira             | Fuego                       | Engelska            | 2         | 436   |
| 26 | Italien        | Ermal Meta & Fabrizio Moro | Non mi avete fatto niente   | Italienska          | 5         | 308   |

### 12-poängare
| Jury         | Jury          | Jury                                                                                   |
| Antal        | Tävlande land | Länder som gav 12 poäng                                                                |
| ------------ | ------------- | -------------------------------------------------------------------------------------- |
| 9            | Österrike     | Storbritannien, Rumänien, Island, Belgien, Estland, Bulgarien, Israel, Polen, Litauen  |
| 8            | Sverige       | Georgien, Lettland, Australien, Serbien, Cypern, Armenien, Tyskland, Slovenien         |
| 6            | Cypern        | Vitryssland, Malta, Spanien, Sverige, Irland, Grekland                                 |
| 5            | Israel        | San Marino, Österrike, Tjeckien, Frankrike, Finland                                    |
| 4            | Tyskland      | Nederländerna, Danmark, Norge, Schweiz                                                 |
| 3            | Estland       | Makedonien, Moldavien, Portugal                                                        |
| 1            | Albanien      | Azerbajdzjan                                                                           |
| 1            | Danmark       | Ungern                                                                                 |
| 1            | Frankrike     | Ukraina                                                                                |
| 1            | Italien       | Albanien                                                                               |
| 1            | Litauen       | Kroatien                                                                               |
| 1            | Moldavien     | Ryssland                                                                               |
| 1            | Norge         | Italien                                                                                |
| 1            | Serbien       | Montenegro                                                                             |
| Teleröstning |               |                                                                                        |
| Antal        | Tävlande land | Länder som gav 12 poäng                                                                |
| 8            | Israel        | Australien, Azerbajdzjan, Frankrike, Georgien, Moldavien, San Marino, Spanien, Ukraina |
| 5            | Litauen       | Estland, Irland, Lettland, Norge, Storbritannien                                       |
| 4            | Serbien       | Kroatien, Montenegro, Slovenien, Schweiz                                               |
| 3            | Italien       | Albanien, Tyskland, Malta                                                              |
| 3            | Cypern        | Armenien, Bulgarien, Grekland                                                          |
| 3            | Ukraina       | Vitryssland, Tjeckien, Polen                                                           |
| 3            | Danmark       | Ungern, Island, Sverige                                                                |
| 2            | Tjeckien      | Österrike, Israel                                                                      |
| 2            | Tyskland      | Danmark, Nederländerna                                                                 |
| 2            | Moldavien     | Rumänien, Ryssland                                                                     |
| 2            | Albanien      | Makedonien, Italien                                                                    |
| 2            | Estland       | Finland, Litauen                                                                       |
| 1            | Bulgarien     | Cypern                                                                                 |
| 1            | Nederländerna | Belgien                                                                                |
| 1            | Spanien       | Portugal                                                                               |
| 1            | Ungern        | Serbien                                                                                |

### Röstningsordning
| Nr | Land           | Poängutdelare                |
| -- | -------------- | ---------------------------- |
| 1  | Ukraina        | Natalia Zhyzhchenko          |
| 2  | Azerbajdzjan   | Tural Asadov                 |
| 3  | Vitryssland    | NAVI                         |
| 4  | San Marino     | John Kennedy O'Connor        |
| 5  | Nederländerna  | O'G3NE                       |
| 6  | Makedonien     | Jana Burčeska                |
| 7  | Malta          | Lara Azzopardi               |
| 8  | Georgien       | Tamara Gatjetjiladze         |
| 9  | Spanien        | Nieves Álvarez               |
| 10 | Österrike      | Katharina Bellowitsch        |
| 11 | Danmark        | Ulla Essendrop               |
| 12 | Storbritannien | Mel Giedroyc                 |
| 13 | Sverige        | Felix Sandman                |
| 14 | Lettland       | Dagmāra Legante              |
| 15 | Albanien       | Andri Xhahu                  |
| 16 | Kroatien       | Uršula Tolj                  |
| 17 | Irland         | Nicky Byrne                  |
| 18 | Rumänien       | Sonia Argint-Ionescu         |
| 19 | Tjeckien       | Radka Rosická                |
| 20 | Island         | Edda Sif Pálsdóttir          |
| 21 | Moldavien      | Djulieta Ardovan             |
| 22 | Belgien        | Danira Boukhriss Terkessidis |

| Nr | Land       | Poängutdelare              |
| -- | ---------- | -------------------------- |
| 23 | Norge      | Aleksander Walmann & JOWST |
| 24 | Frankrike  | Élodie Gossuin             |
| 25 | Italien    | Giulia Valentina Palermo   |
| 26 | Australien | Ricardo Gonçalves          |
| 27 | Estland    | Ott Evestus                |
| 28 | Serbien    | Dragana Kosjerina          |
| 29 | Cypern     | Hovig Demirjian            |
| 30 | Armenien   | Arsen Grigoryan            |
| 31 | Bulgarien  | Joanna Dragneva            |
| 32 | Grekland   | Olina Xenopoulou           |
| 33 | Ungern     | Bence Forró                |
| 34 | Montenegro | Nataša Šotra               |
| 35 | Tyskland   | Barbara Schöneberger       |
| 36 | Finland    | Anna Abreu                 |
| 37 | Ryssland   | Alsou                      |
| 38 | Schweiz    | Letícia Carvalho           |
| 39 | Israel     | Lucy Ayoub                 |
| 40 | Polen      | Marcelina Zawadzka         |
| 41 | Litauen    | Eglė Daugėlaitė            |
| 42 | Slovenien  | Maja Keuc                  |
| 43 | Portugal   | Pedro Fernandes            |

## Resultattabeller

### Icke-kvalificerade länder
Efter att finalen avslutades släpptes poäng och placeringar för semifinalisterna. Nedan redovisas uppgifterna för de semifinalister som inte tog sig till finalen efter totalpoäng.
| Placering | Land         | Poäng | Sista program |
| --------- | ------------ | ----- | ------------- |
| 27        | Rumänien     | 107   | Semifinal 2   |
| 28        | Lettland     | 106   | Semifinal 2   |
| 29        | Malta        | 101   | Semifinal 2   |
| 30        | Azerbajdzjan | 94    | Semifinal 1   |
| 31        | Belgien      | 91    | Semifinal 1   |
| 32        | Schweiz      | 86    | Semifinal 1   |
| 33        | Polen        | 81    | Semifinal 2   |
| 34        | Grekland     | 81    | Semifinal 1   |
| 35        | Armenien     | 79    | Semifinal 1   |
| 36        | Ryssland     | 65    | Semifinal 2   |
| 37        | Vitryssland  | 65    | Semifinal 1   |
| 38        | Kroatien     | 63    | Semifinal 1   |
| 39        | Montenegro   | 40    | Semifinal 2   |
| 40        | San Marino   | 28    | Semifinal 2   |
| 41        | Makedonien   | 24    | Semifinal 1   |
| 42        | Georgien     | 24    | Semifinal 2   |
| 43        | Island       | 15    | Semifinal 1   |

## Anteckningar
1. 1 2  feat. Isaura.
2. ↑  på uppdrag av ARD.